# Sverre Hansen
Idrottsmannen med samma namn, se Sverre Hansen (friidrottare)
Sverre Hansen, född 24 augusti 1919, död 21 oktober 1995, var en norsk skådespelare.

## Filmografi (ej komplett)
- 1950 – To mistenkelige personer
- 1953 – Skøytekongen
- 1957 – Nio liv
- 1959 – Den stora skattjakten
- 1959 – Herren och hans tjänare
- 1959 – Støv på hjernen
- 1961 – Hans Nielsen Hauge
- 1962 – Stompa & Co
- 1966 – Svält
- 1968 – Prinsessa på villovägar
- 1984 – Lykkeland
- 1993 – Kalle och änglarna
- 1995 – Kristin Lavransdatter